# ペータル・カラジョルジェヴィチ
ペータル・カラジョルジェヴィチ（セルビア語:Петар Карађорђевић, 1980年2月5日 - ）は、ユーゴスラビアの元王太子アレクサンダル2世とその最初の妻マリア・ダ・グロリア（ペトロポリス系ブラジル帝位請求者ペドロ・ガスタンの娘）との間の長男。
「ユーゴスラビア王子」の称号を持ち、カラジョルジェヴィチ家家長位および名目上のユーゴスラビア王位の推定相続人である。

## 略歴
アメリカ合衆国のイリノイ州シカゴで生まれた。洗礼の代父は一族の最長老アレクサンダル・パヴロヴ王子（摂政宮パヴレ王子の息子）であった。両親は1985年に離婚し、父はすぐにキャサリン・ベイティスと再婚した。ヴァージニア州で幼年期を過ごしたあと、1988年にロンドンでも最も高級なプレップ・スクールの一つに入学した。1998年にペータルは芸術、スペイン語、フランス語の3種類のAレベル（大学学部入学資格）を取得してカンタベリーのキングズ・スクールを卒業し、翌1999年にはロンドン芸術大学キャンバーウェル・カレッジ・オブ・アーツの芸術創造課程を修了した。1999年から2000年にかけては合衆国のロードアイランド・スクール・オブ・デザインに在籍した。
ペータルは現在、グラフィック・アートおよびコンピュータ・デザインに関する仕事に就いている。
ペータルは英語、スペイン語、フランス語を話すほか、セルビア語も勉強している。ペータルは1991年と2000年7月に父祖の国セルビアを訪れていた。2000年10月に革命によって独裁者スロボダン・ミロシェヴィッチが失脚すると、旧ユーゴスラビア王家は翌2001年7月17日にベオグラードの旧王宮に戻った。
| 上位 - 本項人物が最上位       | 〈名目上〉ユーゴスラビア王位継承権者 継承順位第1位                   | 下位 フィリップ ユーゴスラビア王子 |
| 上位 Elisabeta-Maria Biarneix | イギリス王位継承順位 継承順位第96位 他の英連邦王国の王位継承権も同様 | 下位 フィリップ ユーゴスラビア王子 |